# Biosteres urbani
Biosteres urbani är en stekelart som beskrevs av Fischer 1971. Biosteres urbani ingår i släktet Biosteres och familjen bracksteklar. Inga underarter finns listade.